# 格勒博沃

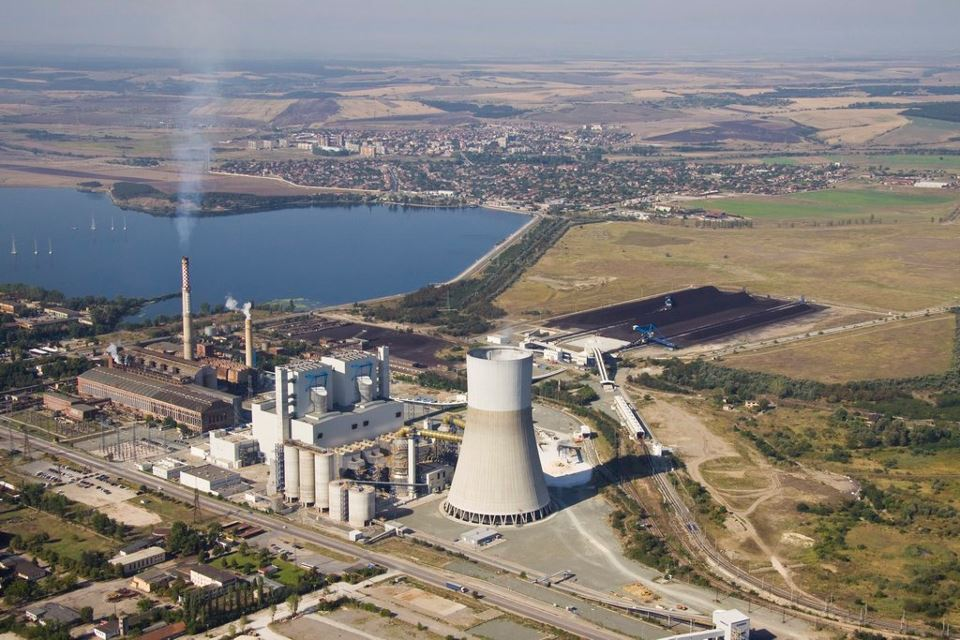
格勒博沃上空照

格勒博沃是保加利亞南部舊扎戈拉州格勒博沃市鎮的城鎮及行政中心，距離州府舊扎戈拉45公里，海拔高度83米，2009年人口8,404，居民主要信奉基督教。

## 外部連結
- Galabovo municipality website
- Galabovo municipality at Domino.bg